# ادوارد توپچیان (رهبر ارکستر)
ادوارد استپانی توپچیان (ارمنی: Էդուարդ Ստեփանի Թոփչյան؛ انگلیسی: Eduard Topchyan زادهٔ ۶ مهٔ ۱۹۷۱) رهبر ارکستر اهل ارمنستان است.

## زندگی‌نامه
وی در ۶ مه ۱۹۷۱ در ایروان به دنیا آمد و از مدرسه موسیقی سایات‌نووا و کنسرواتوار دولتی کومیتاس ایروان فارغ‌التحصیل گشت. همچنین برندهٔ جوایزی همچون چهره هنری شایسته جمهوری ارمنستان، مدال طلای وزارت فرهنگ جمهوری ارمنستان شده‌است.

## نگارخانه

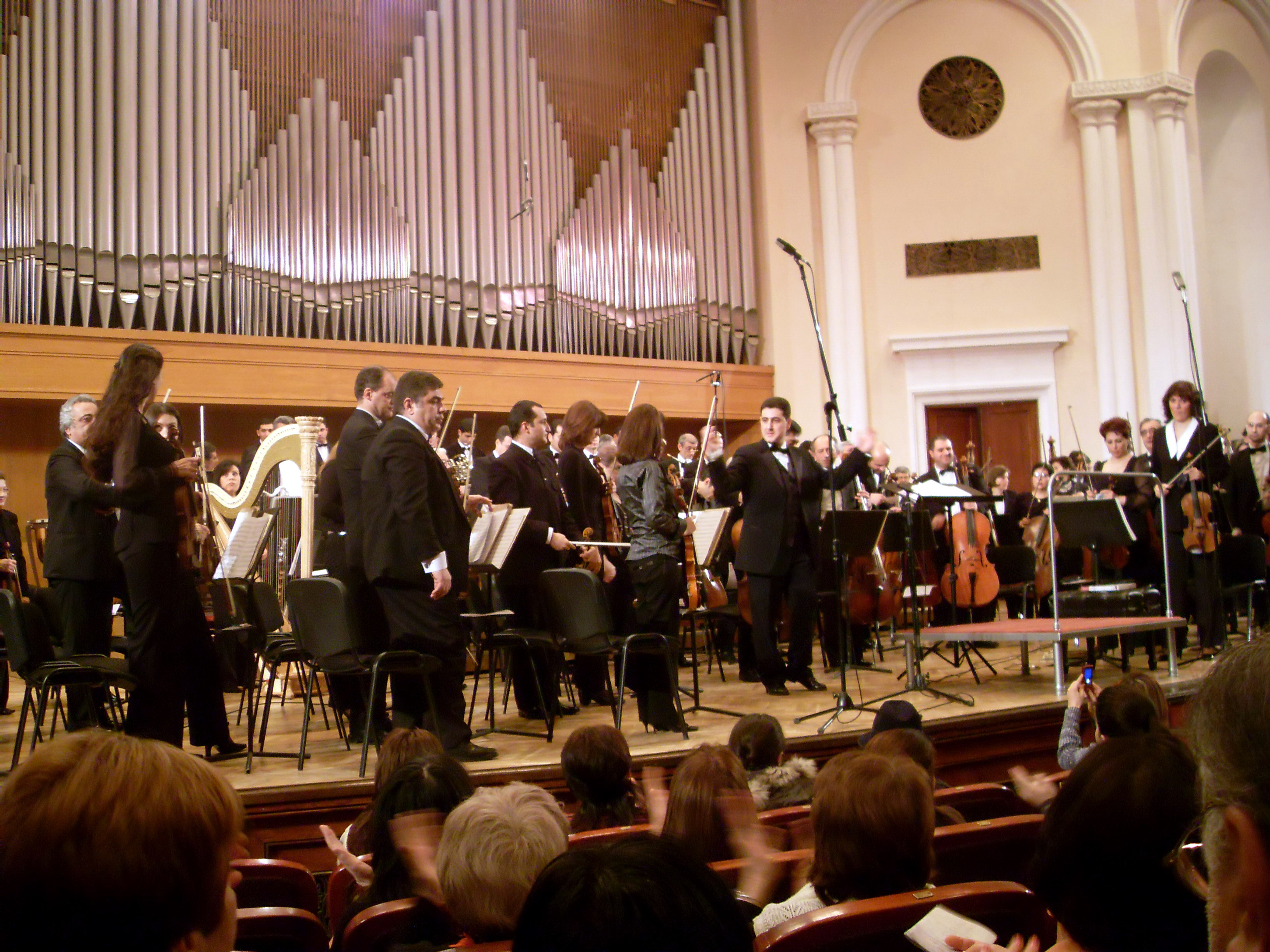

## یادداشت
1. ↑  Հայաստանի հանրային հեռուստաընկերության
2. ↑  Հայաստանի Հանրապետության արվեստի վաստակավոր գործիչ